# Vena porta
La vena porta è un tronco venoso comune, che penetra nell'ilo del fegato e attraversa quest'ultimo, prima di versare nella vena cava inferiore tramite le vene epatiche; essa rappresenta la confluenza delle vene che raccolgono il sangue refluo dal tubo digerente (nella sua porzione sottodiaframmatica), dalla milza, dalla cistifellea, e dal pancreas.
La vena porta ha il compito quindi di convogliare al fegato il sangue proveniente dalla digestione intestinale e dalla milza, costituendo un sistema detto appunto sistema della vena porta o sistema portale, collegato al circolo sistemico attraverso diverse vie anastomotiche (vedi sistema portale).

## Origine, decorso, e termine

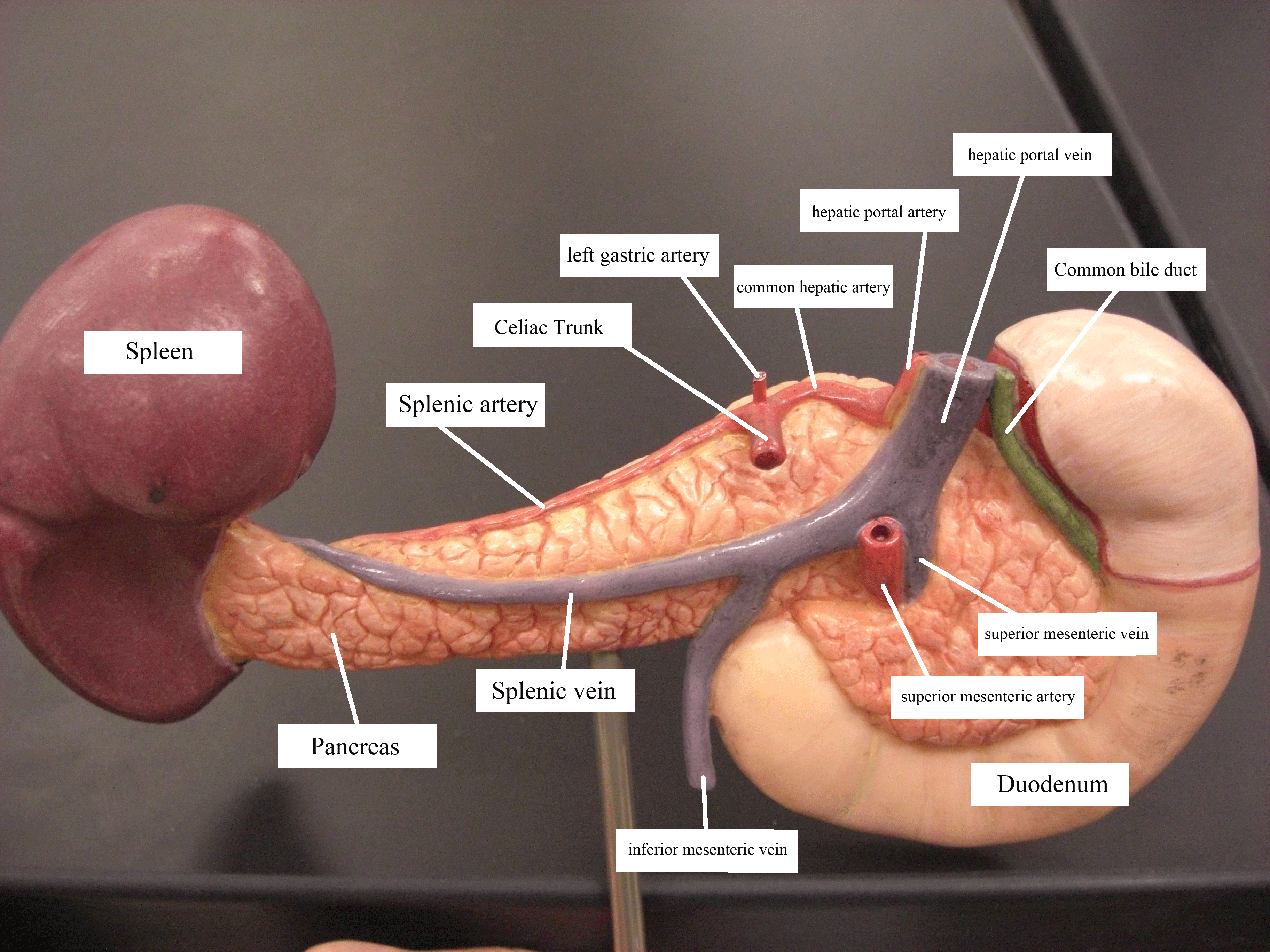
Le vene confluenti nella vena porta

La vena porta origina a livello di L1 ed L2, dietro l'istmo del pancreas, dalla confluenza della vena mesenterica superiore, e del tronco mesenterico-lienale, costituito dalla vena mesenterica inferiore e dalla vena splenica (o vena lienale), o per unione diretta delle tre vene.
Si dirige obliquamente in alto e a destra, posteriormente alla porzione superiore del duodeno, al dotto coledoco e all'arteria gastroduodenale.
Raggiunto l'ilo epatico si divide nei suoi rami terminali (ramo destro e ramo sinistro) dove attraverso una rete mirabile venosa di capillari si anastomizza con vasi più piccoli diretti alla vena cava inferiore: ciò è importante poiché, nel caso in cui si abbiano impedimenti di scorrimento dovuti a problematiche di cirrosi, la maggior parte del sangue viene convogliata verso le anastomosi porta-cava. Dopo aver drenato i lobi epatici, terminerà confluendo nella vena cava inferiore.
È importante ricordare che a livello intraepatico la rete mirabile venosa creata dai capillari portali si anastomizza con capillari originati da vene porta accessorie.

## Rami affluenti
Affluenti diretti della vena porta:
- Vena mesenterica superiore
- Vena splenica

Affluenti della vena splenica:
- Vena mesenterica inferiore

- Vena gastrica sinistra
- Vena gastrica destra
- Vene pancreatiche
- Vene esofagee inferiori
- Alcune vene duodenali
- (in età prenatale: Vena ombelicale)

Vene porte accessorie:
vene del legamento gastroepatico, vene cistiche, vene del legamento falciforme, vene del legamento coronario, vene paraombelicali, vene nutritizie dei condotti biliferi, dei rami della vena porta e dell’arteria epatica, vene del piccolo epiploon.